# Lauresses
Lauresses – miejscowość i gmina we Francji, w regionie Oksytania, w departamencie Lot.
Według danych na rok 1990 gminę zamieszkiwały 402 osoby, a gęstość zaludnienia wynosiła 17 osób/km² (wśród 3020 gmin regionu Midi-Pyrénées Lauresses plasuje się na 673. miejscu pod względem liczby ludności, natomiast pod względem powierzchni na miejscu 448.).